# 11. ročník předávání cen Amerického filmového institutu
11. ročník předávání cen Amerického filmového institutu ocenil nejlepších deset filmů a deset filmových programů.

## Nejlepší filmy
- 127 hodin
- Černá labuť
- Fighter
- Počátek
- Děcka jsou v pohodě
- The Social Network
- Město
- Toy Story 3: Příběh hraček
- Opravdová kuráž
- Do morku kosti

## Nejlepší televizní programy
- Studio 30 Rock
- Ve znamení raka
- Impérium – Mafie v Atlantic City
- Perníkový táta
- Glee
- Šílenci z Manhattanu
- The Pacific
- Temple Gradinová
- Taková moderní rodinka
- Živí mrtví